# Мангистауский музыкально-драматический театр им. Н. Жантурина
Мангыстауский областной музыкально-драматический театр им. Н. Жантурина — драматический театр в Актау (Мангистауская область, Казахстан). Основан в 2003 году.

## История
История создания театра связана с инициативой, выдвинутой Президентом Казахстана Нурсултаном Назарбаевым. В октябре 2001 года в Актау проходил I съезд молодежи, на котором был поднят вопрос об открытии театра в городе. В результате Нурсултан Назарбаев дал задание руководству области основать театр. Здание было построено в конце 2002 года. Театр был открыт 21 марта 2003 года. Глава Казахстана Нурсултан Назарбаев разрезал традиционную ленточку при его открытии. Первым сыгранным спектаклем стала музыкальная драма «Кыз-Жибек» по пьесе классика казахской литературы Габита Мусрепова. Труппа театра была сформирована главным образом из 30 молодых артистов выпускников Казахской национальной академии искусств им. Т. Жургенова. Театральный коллектив возглавила режиссёр Гульсина Мергалиева. В момент открытия театр сразу же получил имя, в честь выдающегося казахского актёра и режиссёра Нурмухана Жантурина.
За первые 10 лет театр принял участие в восьми фестивалях и трижды завоевал Гран-при. В ноябре 2008 года на XVI республиканском фестивале казахстанских театров артистка театра Майра Бакбердиева стала лауреатом по номинации «Самый лучший женский образ» (постановка «Мадемуазель Нитуш» Ф. Эрве). В 2012 году в Уральске на XX республиканском театральном фестивале режиссёр театра Г. Миргалиева получила приз за постановку спектакля «Зілзала».

## Репертуар
Репертуар театра насчитывает несколько десятков успешных спектаклей. Театр представлял как классические пьесы Шекспира «Ромео и Джульетта», «Тартюф» Ж. Мольера, Ф. Эрве «Мадемуазель Нитуш», А.Джованнини, пьесы русских драматургов такие как «Сад без земли» И. Разумовского, «Две стрелы» А. Володина, «Скандальные истории» А. П. Чехова, «Нежданная любовь» Н. Птушкина, «Старший сын» А. Вампилова, произведения драматургов стран-соседей «Келіндер көтерілісі» С. Ахмада, «Іздедім сені» М. Байджиева, «Көршілер» Г. Хугаева, так и постановки казахских классиков М. Ауезова, Г. Мусрепова, А. Кекилбаева, И. Сапарбай, Б. Беделханулы, Т. Оразымбетова и других.

## Здание театра
В театре имеется два зала: малый зал на 200 мест и концертный зал на 680 мест. Здание театра было переделано из бывшего кинотеатра после значительной реконструкции.

## Труппа театра
Актёры театра Айнур Абено (2014) и Кенжебек Башаров (2015) были награждены нагрудным знаком «Отличник культуры». Актёр Медгад Умиралиев 2014 году стал лауреатом республиканской молодёжной премии «Дарын», а актриса Бану Манкеева в 2013 году стала обладательницам республиканской молодёжной премии «Серпер». Всего в театре работают 40 актёров. Трое из них обладатели знака «Отличник культуры», трое — обладатели молодёжной премии «Серпер».